# Capoeiras (telessérie)
Capoeiras é uma futura série brasileira de televisão brasileira de drama original do Disney+. A série é uma adaptação do livro A balada de Noivo-da-Vida e Veneno-da-Madrugada, escrito por Nestor Capoeira. Criada por Eliana Alves Cruz e dirigida por Tomas Portella é composta por seis episódios e tem previsão de estreia para 29 de agosto de 2025 no streaming.
Estrelada por Sérgio Malheiros e Raphael Logam também com Danni Suzuki, Juliana Alves, Claudia di Moura, Bruno Gissoni, Dan Ferreira, Wilson Rabelo e Fernanda de Freitas em papéis de destaque.

## Enredo
A série segue as aventuras de dois capoeiristas e viajantes que enfrentam diversos desafios, sempre em busca de novos horizontes. Durante suas jornadas, eles se deparam com amores, intrigas e obstáculos que exigem coragem, habilidade e lealdade. No universo da capoeira, eles são considerados heróis imbatíveis, capazes de vencer qualquer adversário graças à sua destreza e habilidades físicas. Com a mistura de drama, ação e cenas emocionantes, *Capoeiras* promete cativar o público com sua trama envolvente e personagens carismáticos.

## Elenco
- Sérgio Malheiros
- Raphael Logam
- Danni Suzuki
- Juliana Alves
- Claudia di Moura
- Bruno Gissoni
- Dan Ferreira
- Wilson Rabelo
- Fernanda de Freitas